# Pomnik żydowskich żołnierzy polskiej armii w II wojnie światowej
Pomnik żołnierzy żydowskich poległych w służbie w wojsku polskim podczas II wojny światowej – pomnik poświęcony Żydom, którzy służyli w wojsku polskim i polegli w czasie II wojny światowej. Pomnik znajduje się na Narodowym Cmentarzu dla żołnierzy i policjantów na Wzgórzu Herzla w Jerozolimie.
Pomnik został zbudowany w 1988 r. z inicjatywy Stowarzyszenia Żydowskich Żołnierzy Polskiej Armii (hebr. ארגון וטרנים של יוצאי צבא פולין), uczestników II wojny światowej. Pomnik zaprojektował architekt Icchak Rachlin, wyrzeźbił Herman Kronhaus. Pomnik jest usytuowany w obok pomnika żołnierzy, którzy służyli w armii radzieckiej.
Pomnik stanowią dwie ściany wyłożone różowymi kamieniami. Na ścianie umieszczono tekst hebrajski pochodzący z II Księgi Samuela: „Byli oni bystrzejsi od orłów, dzielniejsi od lwów”, niżej w języku angielskim napis „Pamięci żydowskich żołnierzy, poległych w służbie w armiach polskich”. Na drugiej ścianie umieszczono płaskorzeźby uzbrojonych żołnierzy i niżej napis w języku polskim „Za naszą i waszą wolność”.
Przed ścianami znajduje się powierzchnia, do której wiodą kamienne schody, z dwóch stron których ustawiono ściany. Na prawej ścianie znajduje się metalowy orzeł w postaci godła polskich sił zbrojnych z lat 1939-1945 i napis złotymi cyframi „1939-1945”. Na lewej ścianie, ukształtowanej w formie menory, żółtego koloru gwiazda Dawida i napis w języku hebrajskim „Pamięci żydowskich żołnierzy poległych podczas drugiej wojny światowej”.
Ponad 200 tysięcy żydowskich żołnierzy walczyło z nazistami w oddziałach polskiej armii. Ponad 60 tysięcy z nich stało się niemieckimi jeńcami 1939 r. Mało który z nich przeżył.

## Galeria

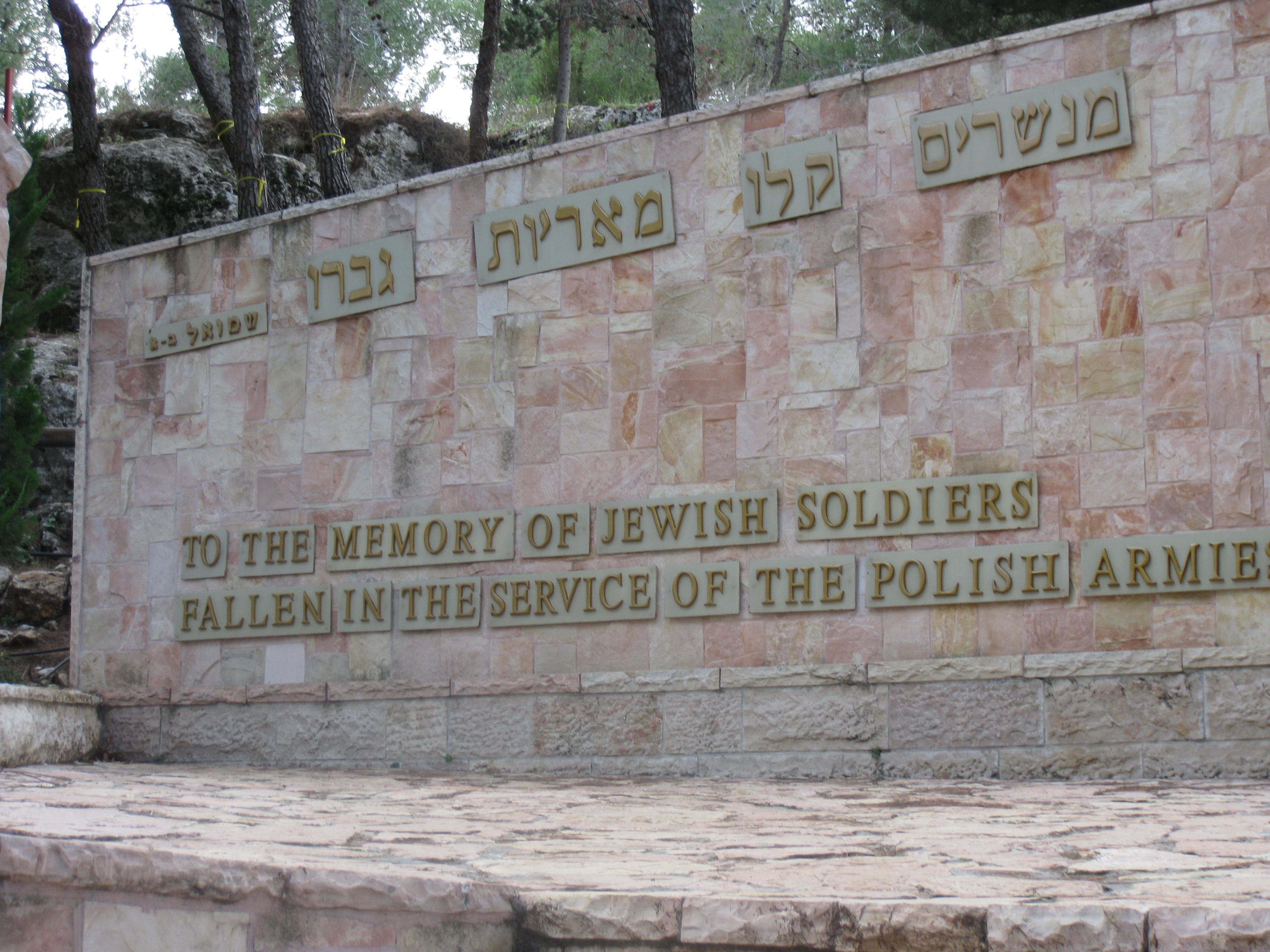
... bystrzejsi od orłów, dzielniejsi od lwów.
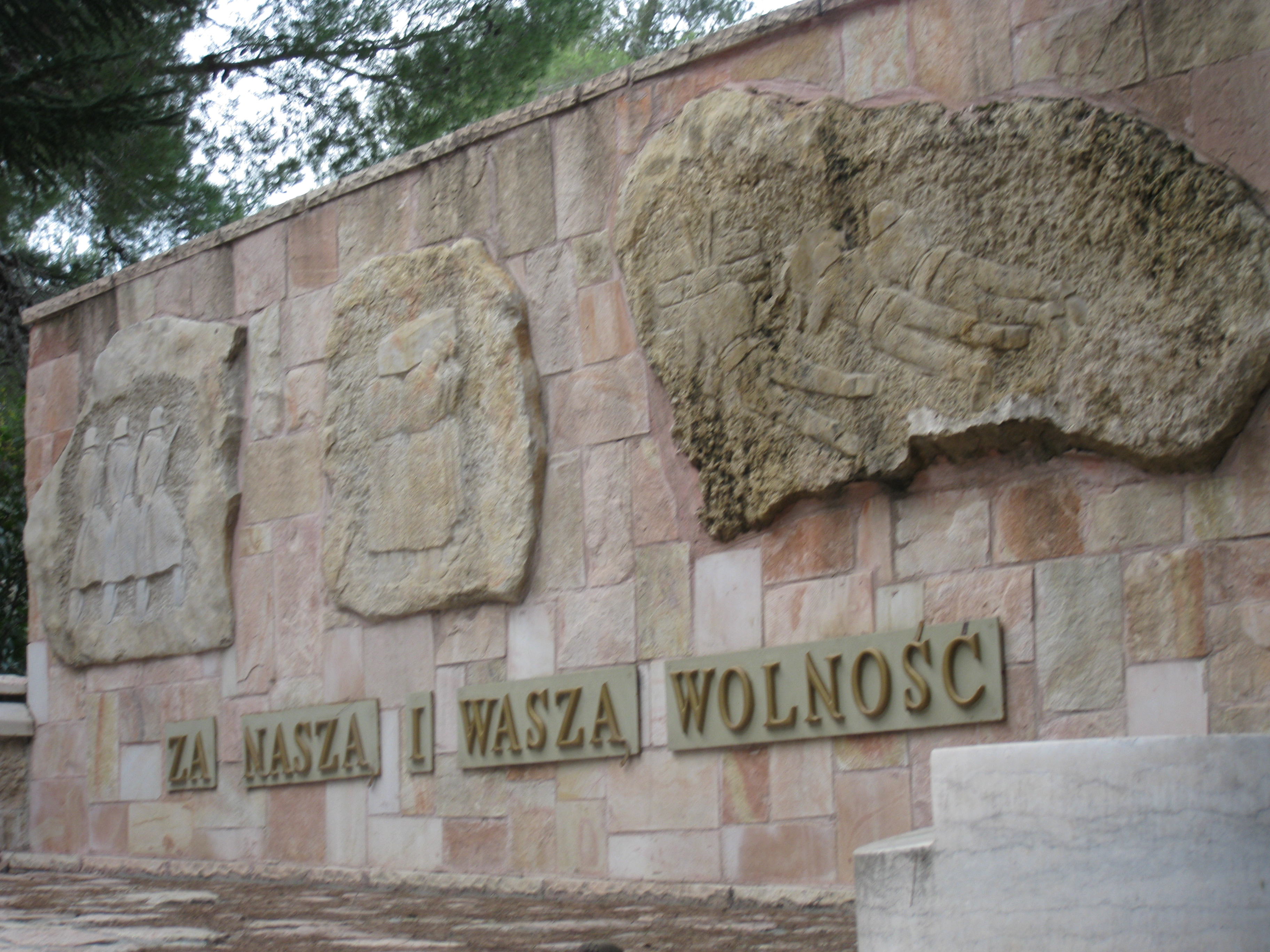
Płaskorzeźby żołnierzy
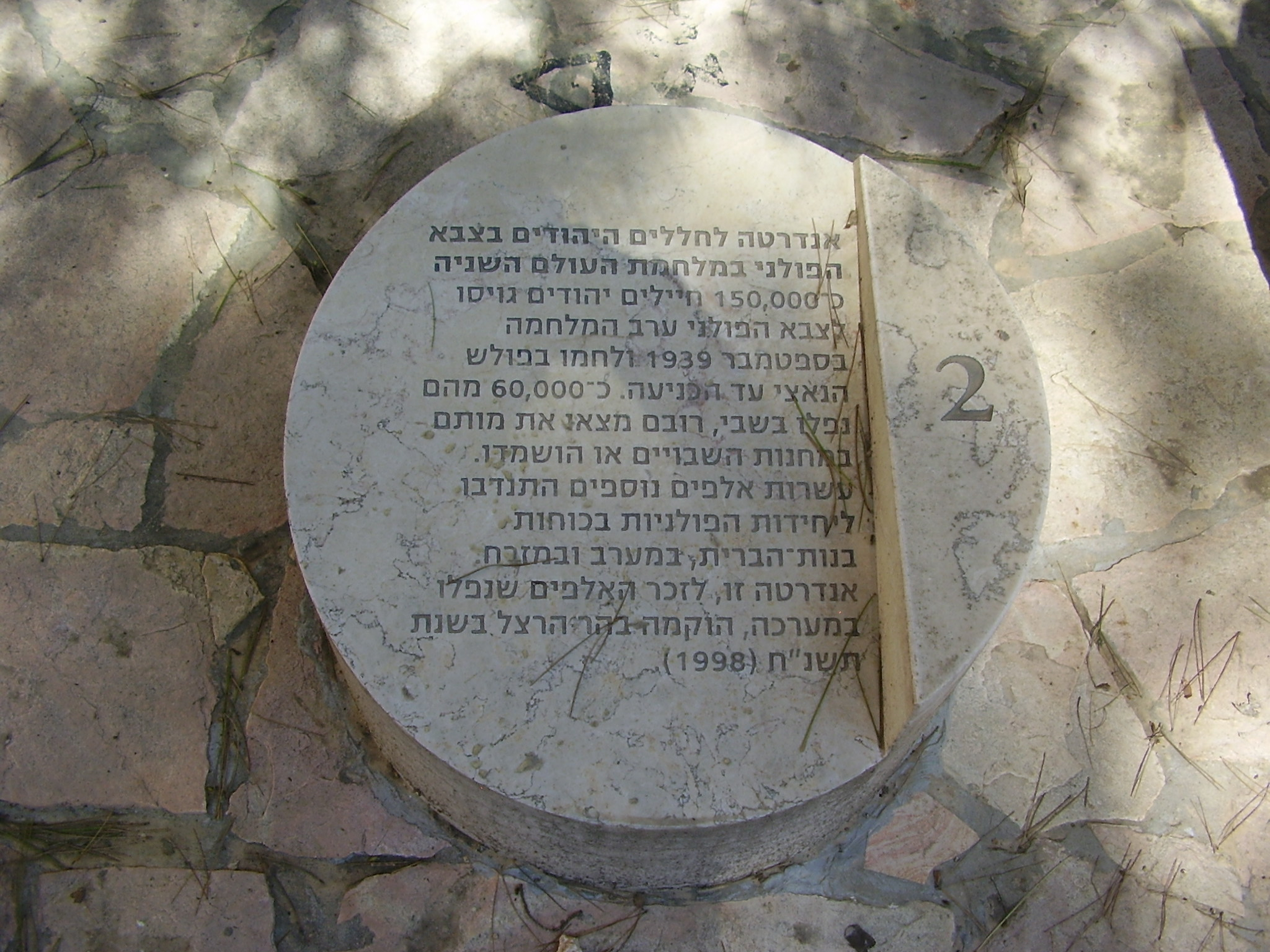